# 第17太陽周期
第17太陽周期(Solar cycle 17)は、1755年に太陽黒点の活動が記録され始めてから17番目の太陽活動周期である。1933年9月から1944年2月まで10.4年続いた。太陽黒点の最大数は119.2個で、最小数は7.7個だった。合計約269日間にわたり黒点が現れなかった。1938年1月25日には、南はポルトガルやシチリアに至るまで、ヨーロッパ中で大規模なオーロラが観測された。1940年4月3日には、ニューヨークでもオーロラが観測された。